# Rajd Rosyjska Zima 1983
Rajd Rosyjska Zima 1983 (12. Rally Russkaya Zima 1983) – dwunasta edycja rajdu samochodowego Rajd Rosyjska Zima rozgrywanego w ZSRR. Rozgrywany był od 4 do 6 lutego 1983 roku. Rajd był pierwszą rundą Rajdowego Pucharu Pokoju i Przyjaźni w roku 1983.

## Klasyfikacja rajdu
| Miejsce                        | Kierowca                       | Pilot                          | Samochód                       | Czas                           | Strata                         |                                |
| Klasyfikacja generalna i RPPiP | Klasyfikacja generalna i RPPiP | Klasyfikacja generalna i RPPiP | Klasyfikacja generalna i RPPiP | Klasyfikacja generalna i RPPiP | Klasyfikacja generalna i RPPiP | Klasyfikacja generalna i RPPiP |
| ------------------------------ | ------------------------------ | ------------------------------ | ------------------------------ | ------------------------------ | ------------------------------ | ------------------------------ |
| 1.                             | Viktor Moskovskikh             | Sergey Dadvani                 | Lada VAZ 21011                 | 1:43:56                        | -                              |                                |
| 2.                             | Nikolay Elizarov               | Sergey Gogunov                 | Lada VAZ 21011                 | 1:45:23                        | +1:27                          |                                |
| 3.                             | Vallo Soots                    | Toomas Putmaker                | Lada VAZ 21011                 | 1:45:36                        | +1:40                          |                                |
| 4.                             | Vladislav Shtykov              | Valeriy Ulman                  | Moskvich 412                   | 1:45:51                        | +1:55                          |                                |
| 5.                             | Jānis Lavrinovich              | Raimondas Pokulis              | Lada VAZ 21011                 | 1:46:33                        | +2:37                          |                                |
| 6.                             | Yuriy Chernikov                | Aleksandr Potapov              | Moskvich 412                   | 1:46:48                        | +2:52                          |                                |
| 7.                             | Svatopluk Kvaizar              | Jiří Janeček                   | Škoda 130 RS                   | 1:47:35                        | +3:39                          |                                |
| 8.                             | Joel Tammeka                   | Ants Kulgevee                  | Lada VAZ 21011                 | 1:48:41                        | +4:45                          |                                |
| 9.                             | Václav Pech sen.               | Jan Soukup                     | Škoda 130 RS                   | 1:51:05                        | +7:09                          |                                |
| 10.                            | Jan Trajbold st.               | Jaroslav Palivec               | Škoda 130 RS                   | 1:53:16                        | +9:20                          |                                |